# Gleisfeldbeleuchtung

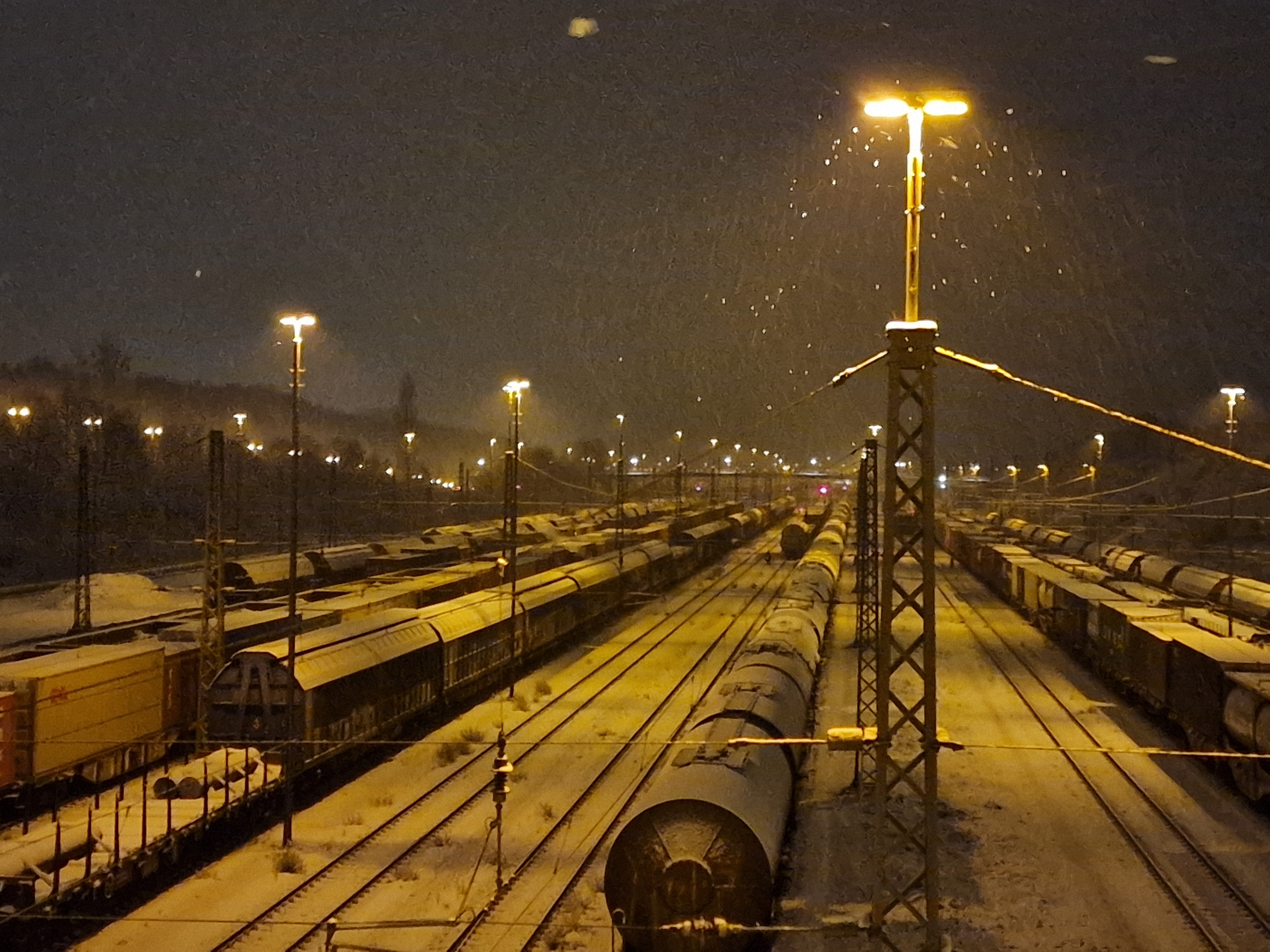
Gleisfeldbeleuchtung in München Nord Rbf

Als Gleisfeldbeleuchtung wird bei Eisenbahnen die Beleuchtung von Gleisen eines Bahnhofes oder einer anderen Bahnanlage bezeichnet, die – anders als eine Bahnsteigbeleuchtung – betrieblichen Zwecken dient.
Die Beleuchtungsanlage kann dabei zentral (Flutlichtanlagen) oder dezentral (Einzelleuchten auf Masten) angeordnet sein, wobei auf Lichtrichtung und Schattenwurf geachtet werden muss. Flutlichtanlagen werden insbesondere auf Rangier- und Umschlagbahnhöfen verwendet, auf denen viele Gleise parallel verlaufen (Gleisfeld, Gleisharfe) und der Zwischenraum nicht durch einzelne stehende Lichtmasten eingeschränkt werden soll.
Die Richtlinien für Gleisfeldbeleuchtungen gaben bis 2015 bei Neubauten vor, die Errichtung der Anlagen bei nicht besetzten Gleisen zu planen. Der Abstand der Lichtmasten in Gleislängsrichtung betrug dabei üblicherweise drei- bis viermal der Lichtpunkthöhe der Leuchte, womit eine gleichmäßige mittlere Beleuchtungsstärke erreicht wurde. Die tatsächliche Beleuchtungsstärke war zwischen mit Fahrzeugen besetzten Gleisen durch deren Verschattung aber wesentlich geringer.

Die Einschaltung der Beleuchtung kann automatisch über Dämmerungsschalter oder manuell, beispielsweise von einem örtlichen Stellwerk aus, erfolgen. In der Regel ist dabei der Beleuchtungskalender zu beachten, der in 24 Abschnitten (je zwei Monatshälften) die Ein- und Ausschaltzeiten der Signal- und Gleisfeldbeleuchtung angibt. Die Uhrzeiten sind dabei stets in Normalzeit angegeben, bei unsichtigem Wetter kann die Beleuchtung aber auch länger eingeschaltet bleiben. Einige Eisenbahnsignale (Fahrleitungssignale, Schutzsignale, Signale für den Rangierdienst) müssen gesondert beleuchtet oder angestrahlt werden, wenn auf der Betriebsstelle keine oder nur unzureichende Gleisfeldbeleuchtung besteht und der Betrieb es erfordert.